# Kolagave, Chikmagalur
Kolagave là một làng thuộc tehsil Chikmagalur, huyện Chikmagalur, bang Karnataka, Ấn Độ.